# Посёлок имени Фрунзе (Алтайский край)
и́мени Фру́нзе — посёлок в Красногорском районе Алтайского края. Входит в состав Усть-Кажинского сельсовета.

## География
Посёлок находится на левом берегу реки Бия, в месте впадения в неё реки Орга.

## Население
| 1997 | 1998 | 1999 | 2000 | 2001 | 2002 | 2003 | 2004 | 2005 | 2006 |
| ---- | ---- | ---- | ---- | ---- | ---- | ---- | ---- | ---- | ---- |
| 353  | ↘331 | ↘328 | ↘320 | ↗420 | ↘305 | ↘293 | ↘289 | ↗302 | ↗311 |
| 2007 | 2008 | 2009 | 2010 | 2011 | 2012 | 2013 |      |      |      |
| ↘309 | ↘301 | ↗312 | ↘267 | →267 | ↗271 | ↗273 |      |      |      |

### Национальный состав
Согласно результатам переписи 2002 года, в национальной структуре населения русские составляли 97 %.